# Królowe (film)
Królowe (hiszp. Reinas) – hiszpańsko-włosko-holenderska komedia romantyczna z 2005 roku w reżyserii Manuela Gómeza Pereiry. Zdjęcia kręcono od 17 sierpnia do 21 października 2004 roku w Madrycie.

## Opis fabuły
W Hiszpanii właśnie zalegalizowano małżeństwa homoseksualne. Kilka par młodych gejów chce się pobrać. Przedtem jednak spotykają się wspólnie ze swoimi rodzicami w celu poznania przyszłych teściów. Okazuje się, że nie wszyscy teściowie się polubili, a wręcz przeciwnie, niektórzy nawet są przeciwni małżeństwu swoich synów.

## Obsada
- Carmen Maura - Magda
- Verónica Forqué - Nuria
- Mercedes Sampietro(inne języki) - Helena
- Marisa Paredes - Reyes
- Betiana Blum(inne języki) - Ofelia
- Unax Ugalde - Miguel
- Daniel Hendler - Óscar
- Hugo Silva - Jonás
- Raúl Jiménez - Rafa
- Paco León(inne języki) - Narciso
- Gustavo Salmerón(inne języki) - Hugo
- Lluís Homar - Jacinto